# Alfie
Alfie ist eine US-amerikanische Filmkomödie von Charles Shyer aus dem Jahr 2004 mit Jude Law in der Hauptrolle. Der Film ist eine Neuverfilmung des im Original gleichnamigen Films Der Verführer läßt schön grüßen mit Michael Caine. Die ursprüngliche Vorlage lieferte ein Bühnenstück von Bill Naughton. Die Originalmusik zu der 2004er Verfilmung stammt von den Rock- und Popmusikern Mick Jagger und Dave Stewart sowie dem Filmmusikkomponisten John Powell.

## Handlung
Alfie ist ein gutaussehender, junger New Yorker Chauffeur. Immer edel gekleidet, bezeichnet er sich selbst als kleine Modehure. Er ist Hauptdarsteller und zuweilen Erzähler des Films, wenn er die Zuschauer direkt anspricht.
Frauen bewundert und sammelt Alfie, jede scheint ein kleines Kunstwerk, das kurzfristig gehortet sein möchte. Er möchte sich nicht mit nur einer zufriedengeben. Zur verheirateten Dorie pflegt er eine rein sexuelle Beziehung. Die beiden vergnügen sich auf den Rücksitzen der Limousinen, doch als Dorie mehr von Alfie möchte und überlegt, ihren Mann für ihn zu verlassen, sorgt Alfie dafür, dass sich ihre Wege trennen. Nebenbei hat er eine lose Beziehung zu Julie, einer alleinerziehenden Mutter eines fünfjährigen Sohnes. Nachdem sie einen Stringtanga von Dorie bei ihm findet, beendet sie die Beziehung.
Alfie plant mit seinem Arbeitskollegen und besten Freund Marlon, den Limousinenverleih ihres Chefs aufzukaufen und ihm neuen Glanz zu verleihen. Marlon ist von seiner Freundin Lonette getrennt, seit diese ihn mit einer alten Freundin erwischt hat. Alfie kümmert sich um das verkrachte Pärchen. Nach einem Abend langer Gespräche begehen Lonette und Alfie einen großen Fehler und schlafen miteinander. Lonette kehrt daraufhin zu Marlon zurück, der von dem Ausrutscher der beiden nichts erfährt. Die beiden versuchen es wieder miteinander, und Marlon macht ihr einen Heiratsantrag. Alfie plagt nach der Trennung von Julie und dem Stress um Lonette und Marlon zeitweise mangelndes „Stehvermögen“. Er denkt viel über Impotenz und den Tod nach und ob beides nicht fast gleichzusetzen ist.
Wochen später steht Lonette aufgelöst vor Alfies Tür. Sie ist schwanger. Sie entschließen sich zu einer Abtreibung. Alfie fährt sie zum Krankenhaus. Dort überlegt Lonette es sich allerdings anders, lässt Alfie aber im Glauben, sie habe abgetrieben. Wegen seiner Impotenz lässt sich auch Alfie untersuchen. Er bekommt eine beruhigende Diagnose, seine Erektionsprobleme lagen an dem psychischen Stress der letzten Zeit.
Einige Zeit später kündigt Marlon plötzlich und hinterlässt Alfie einen Brief. Er zieht mit Lonette ohne Vorankündigung oder persönliche Verabschiedung aufs Land. Alfie lernt derweil Nikki kennen und beginnt eine Affäre mit ihr. Nikki ist ein sehr intensiv lebender, dem Drogen- und Alkoholkonsum frönender Mensch. Alfie fühlt sich von ihren Stimmungsschwankungen jedoch bald überfordert. Nebenher hat er eine Affäre zu Liz, einer älteren Frau, die er vor längerer Zeit kennengelernt hat und mit der er die Freuden des Absinth kennenlernt. Die Beziehung zu Nikki beendet er, als sie ihm mehr und mehr die Kraft raubt.
Zufällig trifft er Julie mit ihrem neuen Freund. Sie wirkt glücklich. Alfie verfällt immer tiefer in eine Depression und Gedanken, wo sein Leben eigentlich hinführen soll. Um nachdenken zu können und wieder zu sich zu kommen, fährt er aufs Land und besucht Marlon und Lonette. Dort trifft er zunächst nur auf Lonette und erfährt, dass sie einen Sohn hat. Da Marlon und Lonette schwarz sind und das Kind einen weißen Einschlag hat, hat Marlon von der Affäre zwischen Lonette und Alfie erfahren. Als Marlon nach Hause kommt, will Alfie sich bei ihm entschuldigen, doch Marlon schickt ihn weg.
Nach diesem schicksalhaften Treffen ist Alfie am Boden zerstört. Er klammert sich an die eigentlich nur sexuell ausgerichtete Beziehung zu Liz. Er überrascht sie in ihrer Wohnung mit einem von ihrem vielfältigen Charakter inspirierten Blumenstrauß, mit dem Vorhaben, ihr eine fixe Beziehung anzubieten. Sie ist sichtlich gerührt, bittet ihn aber dennoch, ein andermal wiederzukommen, wodurch er erfährt, dass sie Besuch von einem anderen Mann hat. Auf die klassische Frage, was dieser Mann habe, was Alfie nicht hat, antwortet sie, dass er jünger sei. Angesichts des ohnehin schon großen Altersunterschiedes zwischen ihm und Liz und der Ironie der Situation verlässt er fluchtartig die Wohnung.
Zum Ende des Films zieht Alfie ein Resümee über sein bisheriges Leben und stellt sich die großen existenziellen Fragen: Was wollte ich erreichen? Was habe ich erreicht? Worum geht es im Leben? Eigentlich hat er von der materiellen Seite her alles, was er zum Leben braucht, aber er hat keinen Seelenfrieden.

## Kritik
„… zielt im Unterschied zum Original weniger auf eine Kritik männlicher Rücksichtslosigkeit gegenüber dem mittlerweile gar nicht mehr so schwachen Geschlecht, sondern stellt die Scheinhaftigkeit eines mode- und spaßversessenen urbanen Lebensstils und die Furcht vor echten Gefühlen in den Mittelpunkt.“

## Auszeichnungen
Von Mick Jagger und Dave Stewart wurden einige Songs eigens für den Film komponiert. Ihr Song Old Habits Die Hard erhielt mehrere Auszeichnungen für den besten Filmsong, darunter den Golden Globe, den Sierra Award der Las Vegas Film Critics Society, einen World Soundtrack Award und einen Critics Choice Award der Broadcast Film Critics Association. Der Song Blind Leading the Blind wurde für einen Golden Satellite Award nominiert. Ebenfalls für einen Golden Satellite Award nominiert war die gesamte Originalmusik von Mick Jagger, Dave Stewart und John Powell. Der Soundtrack des Films, mit Liedern u. a. von The Skatalites, N.E.R.D. und Wyclef Jean, erhielt eine Nominierung für einen weiteren Critics Choice Award der Broadcast Film Critics Association.
Die Schauspielerin Nia Long wurde für ihre Rolle der Lonette für zwei Preise nominiert, die speziell an Schwarze im Entertainmentbereich verliehen werden, den BET Comedy Award und den Black Reel. Sienna Miller wurde für ihre Rolle der Nikki in Verbindung mit ihrer Rolle der Tammy in Layer Cake für einen britischen Empire Award als beste Debütantin nominiert.